# Grateful Dead
Grateful Dead – amerykańska grupa rockowa założona w 1965 w San Francisco.
Twórczość Grateful Dead przez wielu bywa uważana za najbardziej reprezentatywny akt muzyczny młodzieży hippisowskiej, a później także subkultury ridersów. Założyciel i frontman grupy, Jerry Garcia, został ponadto uznany za ojca chrzestnego improwizowanego gatunku zwanego jam rockiem oraz jednego z wybitnych przedstawicieli ówczesnej muzyki psychodelicznej. Zdaniem Lenny’ego Kaye’a, eksperymenty tworzone przez Grateful Dead „odkrywały obszary, o których istnieniu większość zespołów nie miało pojęcia”. Z czasem muzycy odeszli od wymagającej, awangardowej w stylu twórczości, aby zwrócić się w stronę łagodnego folk rocka wskrzeszającego najstarszą, rdzenną muzykę Ameryki. Zespół zyskał uznanie przede wszystkim dzięki występom na żywo, w których studyjne kompozycje poszerzane bywały o długie improwizacje instrumentalne inspirowane dalekowschodnią mantrą, w unikatowy sposób łączące szereg gatunków muzycznych, takich jak country, bluegrass, blues, gospel, funk, acid rock, jazz, reggae czy space rock. Ważnym elementem twórczości Grateful Dead były także poetyckie teksty, w większości pisane przez pisarza Roberta Huntera, którego muzycy uważali za członka zespołu.
Grateful Dead zajął 57. miejsce w rankingu 100 artystów wszech czasów przygotowanym przez Rolling Stone. Ponadto dwa albumy grupy, Anthem of the Sun oraz American Beauty, trafiły na listę 500 albumów wszech czasów tego samego magazynu, zaś Jerry Garcia został wymieniony w rankingu 100 najlepszych gitarzystów tego dwutygodnika. Wokół grupy wytworzyła się grupa fanów, nazywanych Deadheads; encyklopedie rockowe notują, że Grateful Dead ma najbardziej oddanych i wiernych wielbicieli spośród wszystkich zespołów rockowych na świecie.

## Specyfika twórczości zespołu
Od początku do końca działalności trzon Grateful Dead stanowili dwaj gitarzyści, Jerry Garcia i Bob Weir. Początkowo muzyka Grateful Dead, wychodząc od 12-taktowego bluesa, osadzona była przede wszystkim w rocku psychodelicznym (Live-Dead) z dążnością do eksperymentów formalnych (Anthem of the Sun), o unikatowym stylu przypominającym halucynacje, tworzonym pod wpływem LSD. Stała się ważnym punktem rozwoju acid rocka (Aoxomoxoa); w tym czasie występowała jako gwiazda tzw. „Acid Tests” organizowanych przez Kena Keseya. Od początku lat 70 zaobserwować można nieoczekiwany zwrot grupy w stronę country (Workingman’s Dead) i folku (American Beauty). Muzyka Grateful Dead stała się wówczas łagodna i melancholijna, pozbawiona dysonansów początkowych płyt. Członkowie zespołu coraz bardziej odżegnywali się tym samym od inspiracji narkotycznych, aby czerpać z doświadczeń mistycznych i medytacji. W ostatnim etapie działalności muzycy coraz częściej skłaniali się w stronę jazz fusion (Blues for Allah) oraz soft rocka (Go to Heaven). Rok 1991 przyniósł z kolei album eksperymentalny złożony z kompilacji występów na żywo.

## Lata psychodeliczne (1965-1969)

### Grateful Deadi wejście w świat cyganerii artystycznej

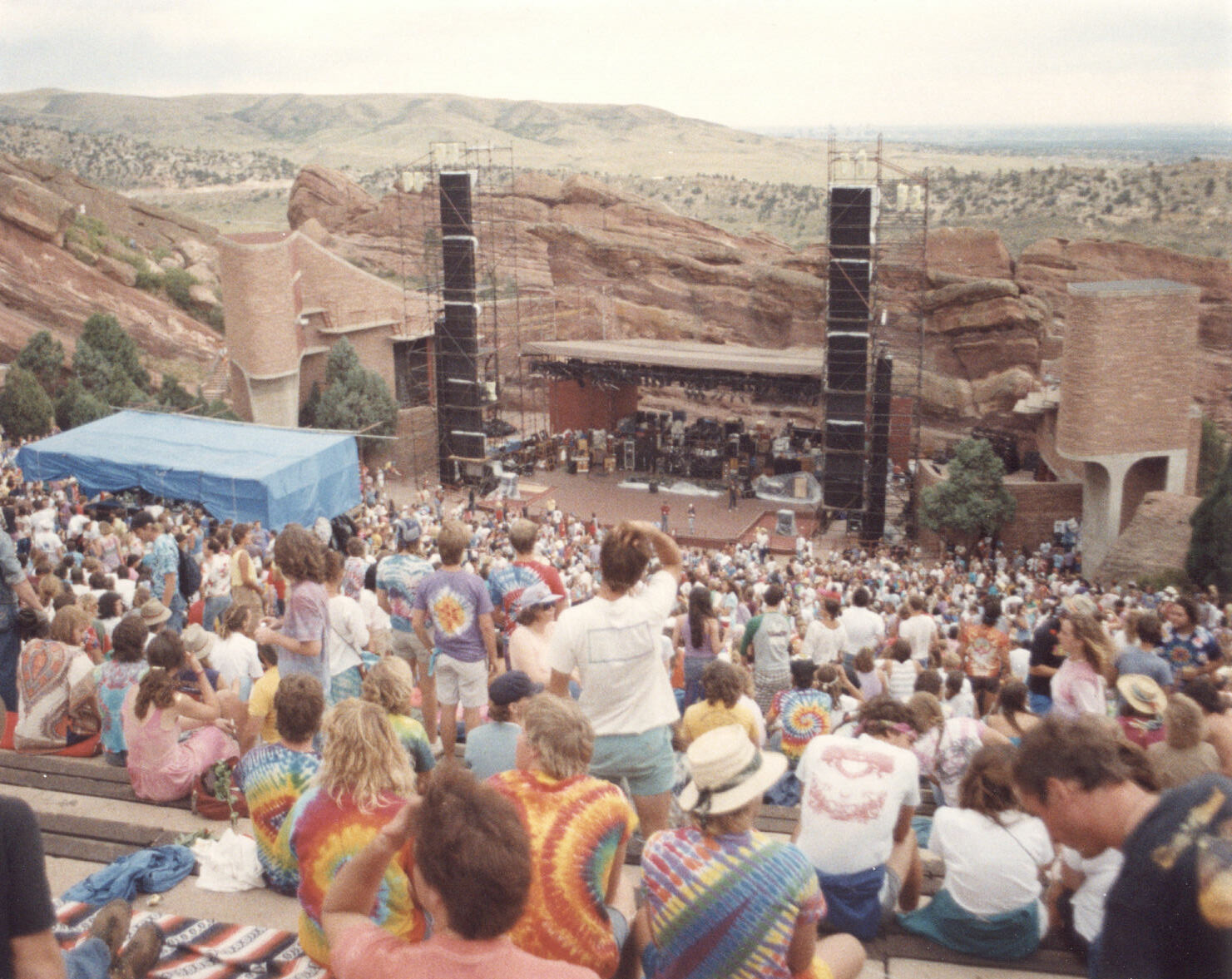
Koncert Grateful Dead w 1987 roku

Grupa utworzyła komunę hippisowską, w której muzycy zamieszkiwali przez długie lata. Także w późniejszych etapach swej twórczości pozostali wierni dewizie cyganerii artystycznej. Jako że muzyka grupy najlepiej odbierana była na żywo, zespół zawsze intensywnie koncertował, zwłaszcza w Ameryce Północnej. Na trasy koncertowe wyruszał z nimi olbrzymi „dwór”, składający się z dużej ilości techników scenicznych (ang. roadies), rodzin, krewnych i przyjaciół. Grupa początkowo traktowana (nie bez przyczyny) jako rebelianci, z czasem stała się atrakcją San Francisco, ściągając do tego miasta tłumy swych fanów.
Sławę zyskali w połowie lat 60. dzięki tzw. acid tests – imprezom organizowanym przez pisarza Kena Keseya, na których słuchający muzyki pili poncz z LSD.

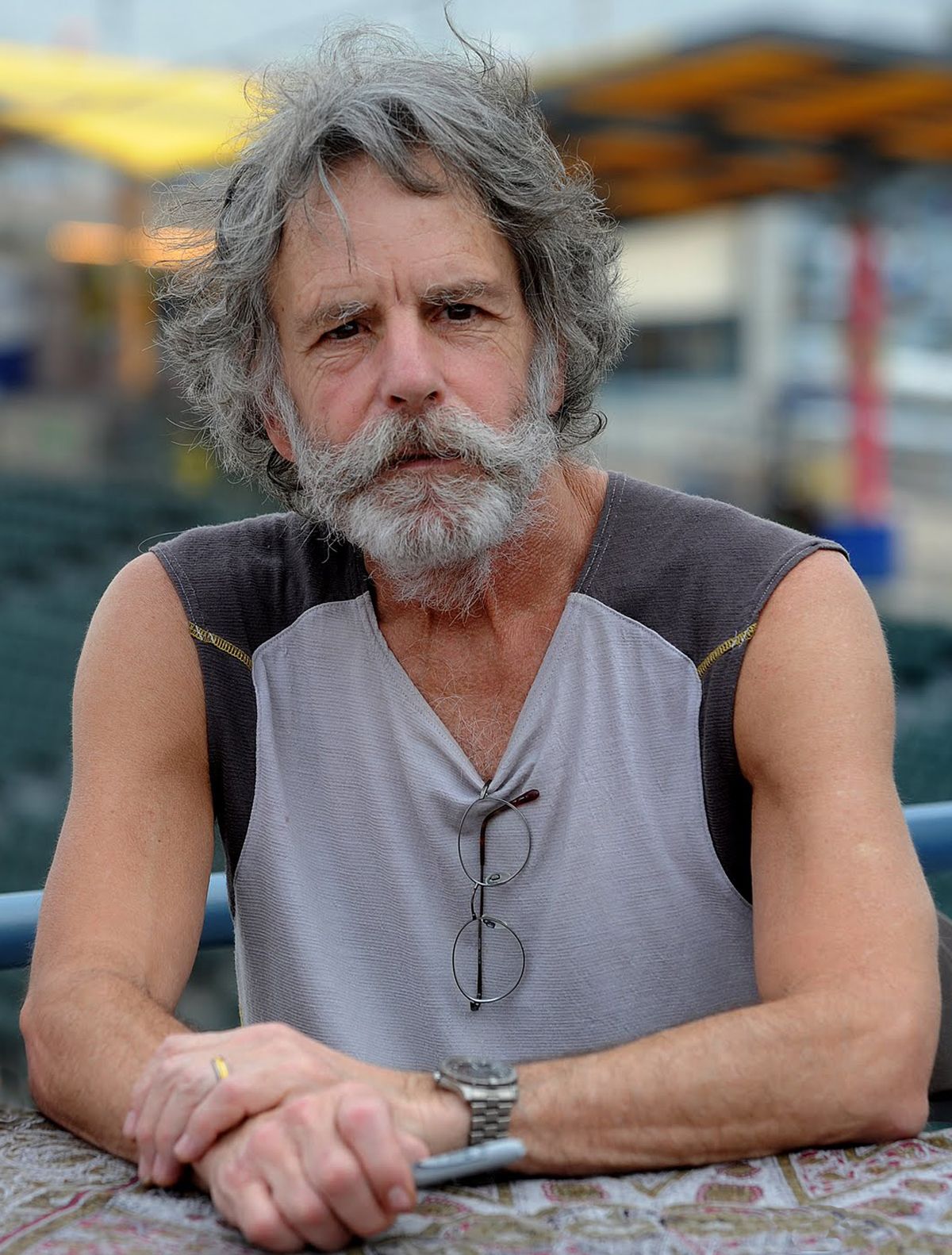
Bob Weir

### Anthem of the Sun
Brzmienie grupy stało się sygnaturą amerykańskiej odmiany psychodelicznego rocka, a narkotyczne doświadczenia jej muzyków (przyjacielem Garcii był wytwórca LSD Owsley Stanley) dały początek modelowi anarchistycznego rockersa. W 1969 grupa wystąpiła na festiwalu w Woodstock.
Ciekawe zjawisko w muzyce lat 60. stanowi psychodeliczny album grupy Anthem of the Sun, który łączył celowo wypadającą z rytmu, czy wręcz nieskładną melodię z dźwiękami spoza obszaru muzyki, wielogłosowym chórem kłócącym się z głosem głównego wokalisty, stylizacją na kompozycyjny chaos oraz synkretyzmem nagrań studyjnych z wcięciami z nagrań na żywo. Nowatorstwo Anthem of the Sun spowodowało, że jest to album niejako prekursorski względem najnowszych rozwiązań w muzyce współczesnej. Album ten zapisał się ponadto na listę pięciuset płyt wszech czasów sporządzoną przez magazyn Rolling Stone.

### Live-Dead

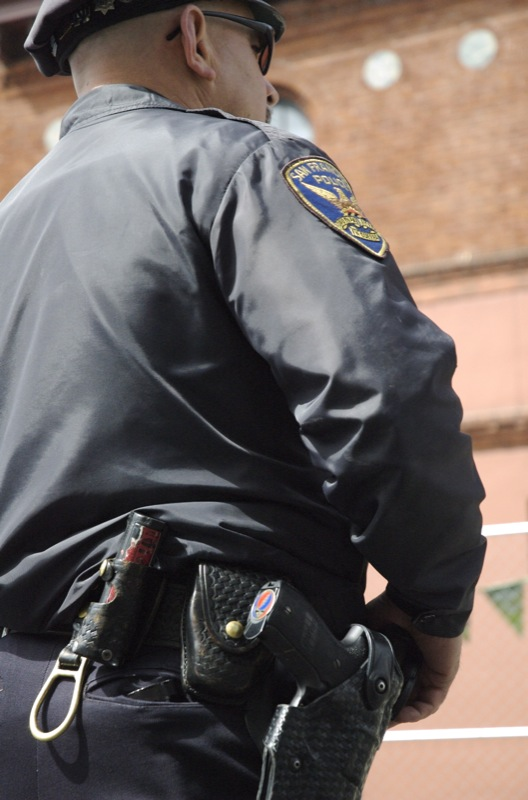
Policjant z San Francisco z logo Grateful Dead na pistolecie

Pierwsza płyta koncertowa Grateful Dead, Live-Dead, określana jest przez krytyków muzycznych jako kwintesencja wczesnego, psychodelicznego brzmienia zespołu. Nagrana została w San Francisco, w 1969. Zdaniem Lindsay Planera wartość Live-Dead jest tym większa, że stanowi wierny dokument rewolucji hippisowskiej późnych lat 60. Inny amerykański dziennikarz muzyczny, Robert Christgau, stwierdził z kolei, że album zawiera nagrania jednych z najlepszych improwizacji elektrycznych w muzyce rockowej.
Bob Weir był pomysłodawcą nazwy dynamicznej odmiany jogi, Rocket jogi, która powstała podczas gdy Schultz podróżował z nimi jako ich personalny instruktor jogi.

## Ostatni etap działalności Grateful Dead

### In the DarkiBuilt to Last
Gdy 9 sierpnia 1995 zmarł charyzmatyczny gitarzysta Jerry Garcia, postrzegany jako lider grupy, rada miejska San Francisco ogłosiła żałobę i nakazała opuścić flagi do połowy masztów. Po śmierci Garcii grupa się rozwiązała, a muzycy grali solo albo we własnych zespołach, takich jak Ratdog Boba Weira czy Phil Lesh and Friends. Mickey Hart stworzył muzykę na igrzyska olimpijskie w roku 1996. Pod koniec lat dziewięćdziesiątych XX wieku okazjonalnie występowali razem jako The Other Ones. Po bardzo udanym tournée w 2002, w którym udział wzięli Bob, Bill, Phil i Mickey, artyści doszli do wniosku, że nazwa ta nie jest adekwatna do ich obecnej sytuacji i 14 lutego 2003 postanowili wrócić do tradycji – z tym że zmienili nazwę na The Dead, przez szacunek dla zmarłego Jerry’ego Garcii pomijając słowo „grateful” (które znaczy „wdzięczny”). The Dead stała się grupą trybutową (ang. tribute band).

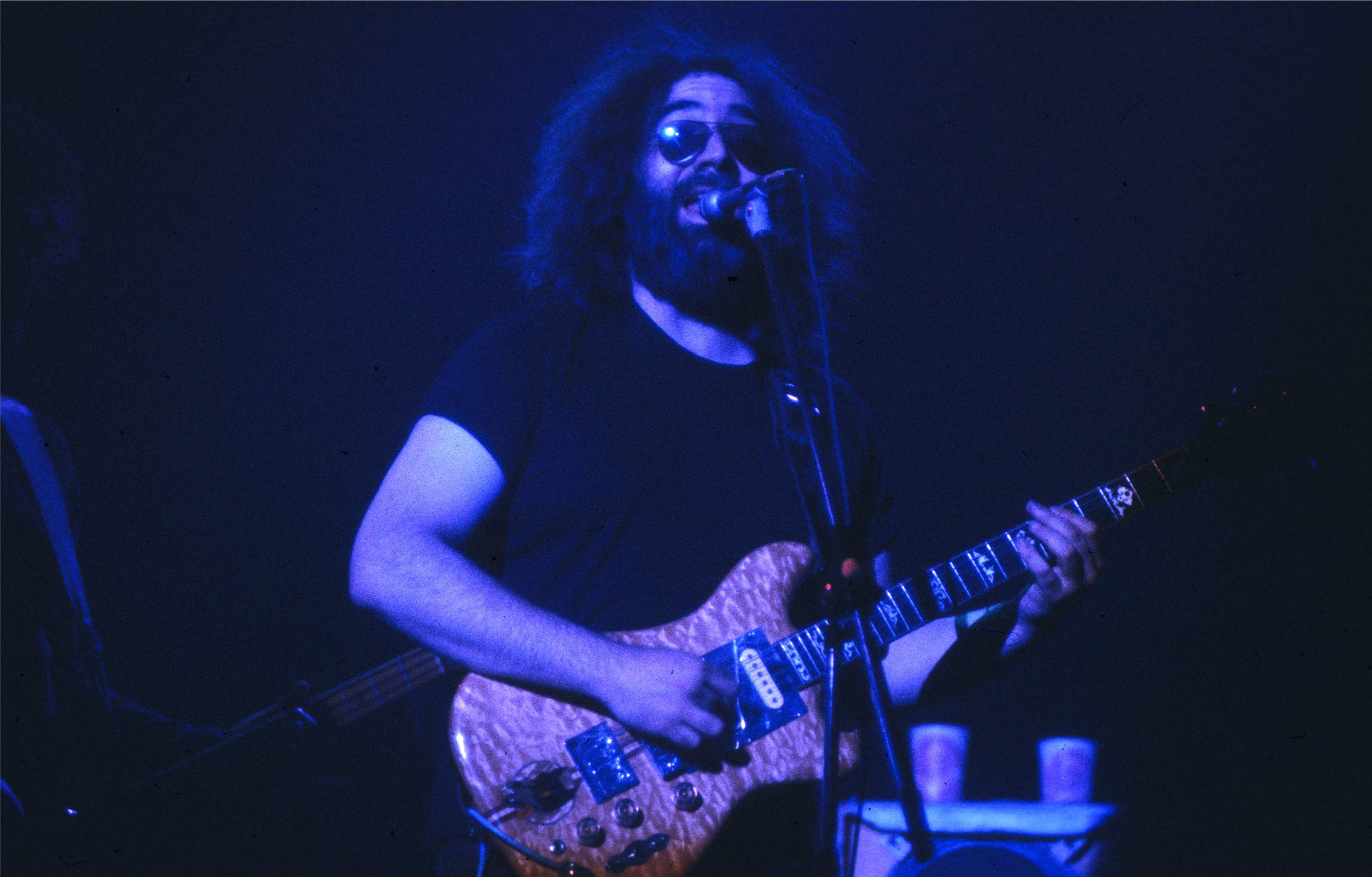
Jerry Garcia

## Recepcja grupy
W 1994 roku grupa Grateful Dead została wprowadzona do Rock and Roll Hall of Fame. Wywarła ona znaczny wpływ na szereg zespołów psychodelicznych, takich jak Kula Shaker, Flaming Lips czy Phish.

### Autorzy tekstów piosenek
- Robert Hunter
- Jerry Garcia
- John Perry Barlow

Pewną liczbę tekstów napisał również John Perry Barlow, znany w latach 90. jako założyciel Electronic Frontier Foundation i autor Deklaracji niepodległości cyberprzestrzeni.

## Specyfika kultury fanów

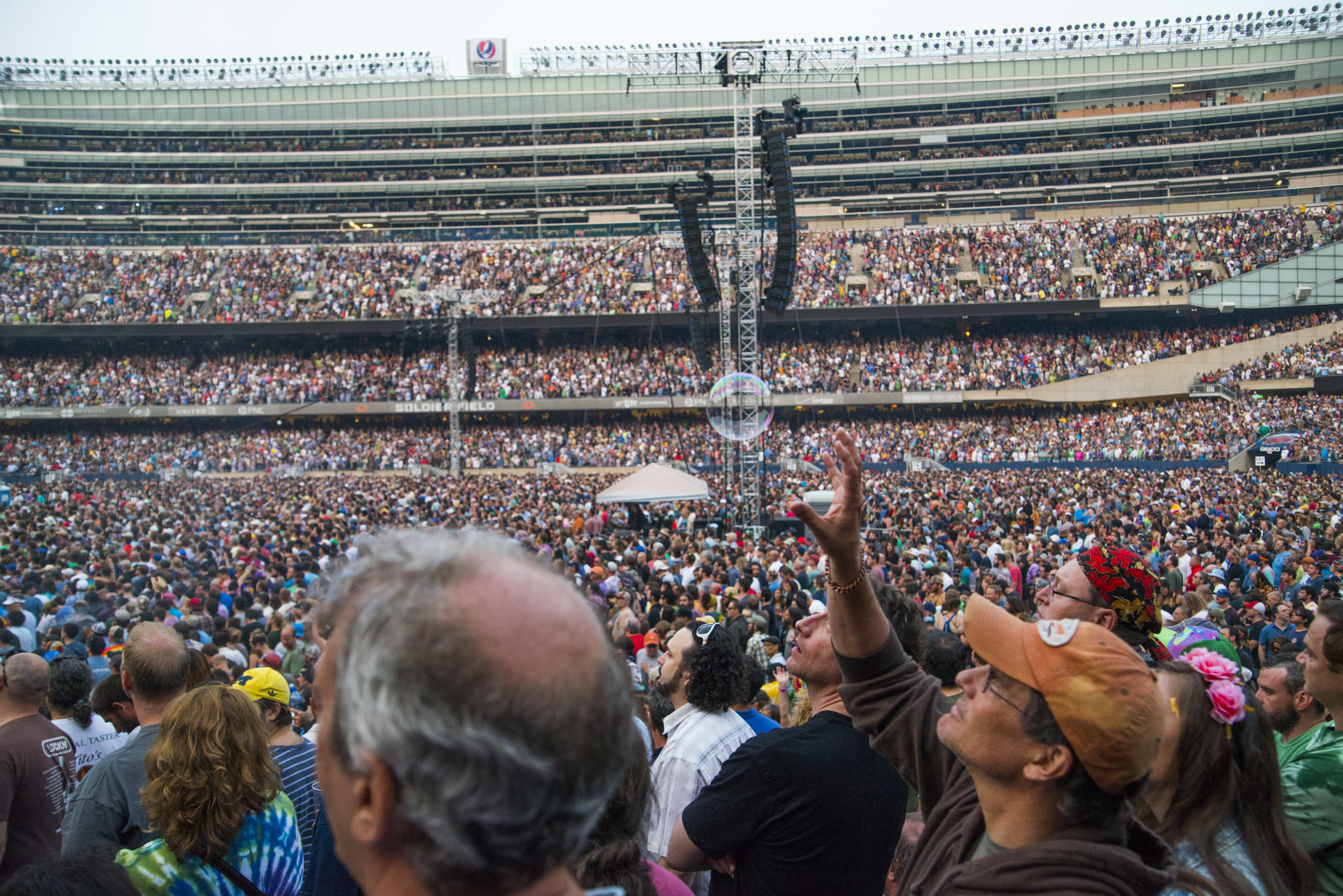
Fani na imprezie z okazji 50-lecia grupy

Fani Grateful Dead, określani jako Dead Heads, jeździli na każdy koncert zespołu, nagrywali utwory i wymieniali się taśmami. Artyści z Grateful Dead byli jednymi z pierwszych, którzy zezwalali na takie działania (pod warunkiem, że nikt nie czerpie z tego korzyści majątkowych), a nawet do tego zachęcali. Do dziś wymiana nagrań koncertowych GD jest częścią kultury Dead Heads i odbywa się również w internecie. Traktowana jest jako forma promocji muzyki i hołdu złożonego artystom poprzez upamiętnienie ich wykonań.